# トリシン (フラボン)
トリシン (tricin) はO-メチル化フラボンに属する有機化合物である。米ぬかの中に存在する。

## 配糖体
- トリシン 4'-グルコシド（トリシン-4'-O-β-D-グルコピラノシド、CAS登録番号 71855-50-0）
- トリシン 5-グルコシド（トリシン 5-O-β-D-グルコピラノシド、CAS登録番号 32769-00-9）
- トリシン 7-O-グルコシド（トリシン 7-O-β-D-グルコピラノシド、CAS登録番号 32769-01-0）

## トリシン残基を含むほかの化合物
トリシンから誘導された3つのフラボノリグナン (フラボノイドとリグナンを構成成分とする天然フェノール類) がエンバクから単離された。